# Schocktherapie (Psychiatrie)
Als Schocktherapie wird in der Psychiatrie eine relativ unvorbereitet und plötzlich einsetzende körperliche Behandlung mit ungewohnt stark wirksamen physikalischen oder chemischen Reizen verstanden, die eine „Erschütterung“ in Form intensiver seelischer, vegetativer, hormonaler oder humoraler (bzw. Immun-) Reaktionen auslöst. Als hormonale Reaktion ist z. B. die Ausschüttung von Adrenalin anzusehen, als Reaktion auf plötzliche und überwältigende schreckhafte Erlebnisse (Psychotraumata).

## Psychiatriegeschichte
Jean-Baptiste Denis (1643–1704) führte als erster eine erfolgreiche Bluttransfusion am 15. Juni 1667 bei einem fiebernden 15-jährigen Jungen durch und injizierte zuerst erfolgreich größere Mengen von arteriellem Lammblut in die Venen von Geisteskranken. Diese anfänglichen Erfolge waren fraglicherweise auf eine Schockwirkung zurückzuführen. In der Psychiatriegeschichte des 18. bis über die Mitte des 20. Jahrhunderts hinaus wurden Schockbehandlungen als bestimmte somatische Behandlungsverfahren mit ganz unterschiedlichen chemischen oder physikalischen Methoden ausgeführt. Sie sind daher auf sehr unterschiedliche medizinische Tatbestände zu beziehen. Medizingeschichtlich gehen mit ihnen auch letztlich unfruchtbare Auseinandersetzungen zwischen Psychikern und Somatikern einher, weil beide Seiten auf ihre Weise Absolutheitsansprüche vertraten. Dies führte auf beiden Seiten zu einer zunehmenden Anwendung von Zwangsmaßnahmen. Zu unterscheiden sind die älteren Schockbehandlungen des 18. Jahrhunderts mit Untertauchen, Sturzbädern, Drogen und die neueren im 20. Jahrhundert mit Insulin, Pentetrazol (Cardiazol), Elektrizität in Form der Elektrokrampftherapie und seltener auch mit Campher und Amphetamin. Durch höhere Dosen von Insulin wurde ein hypoglykämischer Schock ausgelöst. Den neueren Methoden ist gemeinsam, dass hierdurch epileptische Krampfanfälle entweder bewusst provoziert oder die Gefahren solcher Anfälle billigend in Kauf genommen werden. Neben Bezeichnungen wie Cardiazolschocktherapie (1934), Insulinschocktherapie und Elektroschocktherapie sind daher auch Benennungen wie Cardiazol-Krampf-Behandlung, Insulin-Krampf-Behandlung und Elektrokrampfbehandlung gebräuchlich. Die zuerst von Ladislas J. von Meduna (1896–1964) beschriebene Schocktherapie mit Cardiazol wurde zunächst von der Insulinschockbehandlung und dann von der Elektrokrampftherapie abgelöst. Diese wird auch heute in der Ära der Psychopharmaka noch immer als in einigen Fällen unumgängliche Behandlungsform angesehen. Uwe Henrik Peters fasst die Schockbehandlungen als „überfallartige Störung des humoralen und neurovegetativen Gleichgewichts zur Behandlung psychischer Störungen“ zusammen. Auch Otfried K. Linde beschreibt den plötzlichen und unerwarteten Charakter solcher Behandlungen am Beispiel der alten Übergießungs- und Sturzbäder.

## Psychotherapie
Im Rahmen einer Psychotherapie, insbesondere nach verhaltenstherapeutischen Methoden spielt die Konfrontationstherapie eine bedeutsame Rolle bei der Behandlung von Ängsten. Jedoch wird in einer professionell durchgeführten Therapie der Patient unter keinen Umständen „geschockt“, also überraschend oder ohne sein Einverständnis mit Angstobjekten konfrontiert. Die Bezeichnung „Schocktherapie“ ist also für seriöse psychotherapeutische Konfrontationsmethoden unzutreffend.

## Umgangssprachliche Begriffsverwendung
Umgangssprachlich wird unter einem Schockerlebnis und dessen Verarbeitung auch eine massive Konfrontation mit einem eher angstbesetzten Reiz bezeichnet, die sich als heilsam erweisen soll, also zur Reduzierung der Angst beitragen soll. Dabei muss allerdings vorausgesetzt werden, dass das angstauslösende Ereignis selbst objektiv harmlos ist. Ob allerdings die zu Grunde liegenden subjektiven Annahmen und Befürchtungen angemessen oder übertrieben bzw. gar falsch sind, ist kontrovers bzw. ist Fall zu Fall anders zu beurteilen. So fühlt sich, z. B. das Berühren einer Schlange subjektiv oftmals widerlich an, die damit verbundene Gefahr ist jedoch von Fall zu Fall unterschiedlich zu beurteilen. Aus dieser umgangssprachlichen Definition heraus abgeleitet ist auch die von Karl Jaspers (1883–1969) gegebene Definition des Schocks als die durch Verletzungen aller Art oder auch heftige Reize am Nervensystem hervorgebrachte Aufhebung der Funktion ohne Zerstörung. Normalerweise tritt die Funktionsfähigkeit der durch Schock gestörten Teile nach einiger Zeit von selbst wieder auf. Es gibt jedoch Ausnahmen von dieser Grundregel.

## Wirkungsweise
Klaus Dörner (1933–2022) betrachtet die heilsame Wirkungsweise der Schockwirkung als unbekannt. Man spreche mehr aus Verlegenheit z. B. von „zentral-vegetativer Umstimmung“. Von ihm wird dennoch der laienhaften Überzeugung: „Ich möchte Herrn X mal richtig von Grund auf durchschütteln, damit er endlich wieder zu sich kommt!“ nicht jede Berechtigung abgesprochen. Sie entspreche einer der ältesten psychiatrischen Erfahrungen überhaupt. Hirnorganische oder auch andere körperliche Erkrankungen könnten u. U. eine Abschwächung oder Unterbrechung psychotischer Erlebnisweisen veranlassen. Sie würden ihnen nach Walter Ritter von Baeyer den Boden entziehen, so die Angst, die Aufmerksamkeit und den Antrieb. Lebensangst oder Körperangst könne psychotische Ängste erübrigen. Dieser Effekt wird in der Psychiatrie auch Symptomwandel genannt. Dabei spielen psychoökonomische Momente und die energetische Priorität vegetativ-körperlicher Abläufe eine Rolle (Schichtenlehre, Abaissement du niveau mental nach Pierre Janet). Bereits Aristoteles wies auf das heilsame Moment der Katharsis hin. Schreckerlebnisse rufen u. U. Primitivreaktionen und Konversionsreaktionen hervor.

## Beurteilung der Schocktherapie
Der französische Arzt Jean-Étienne Esquirol (1772–1840), Direktor der Irrenanstalt in Charenton, gab in seinem Buch „Die Geisteskrankheiten in Beziehung zur Medizin und Staatsarzneikunde“ (1838) Anweisungen für den Einsatz von Wasser bei Geisteskrankheiten. Er hat darin mildere Anwendungen als sein Lehrer Philippe Pinel (1745–1826) vorgeschlagen. Pinel distanzierte sich darauf von diesen von ihm selbst angewandten Prozeduren mit den Worten, dass man „vor diesem medizinischen Wahn erröten muss, der weitaus gefährlicher als der Wahn des Geisteskranken ist, dessen verwirrten Verstand man heilen will.“